# Łangiepas
Łangiepas (ros. Лангепас) – miasto w Rosji, w Chanty-Mansyjskim Okręgu Autonomicznym – Jugrze, w rejonie niżniewartowskim. Administracyjnie Łangiepas nie wchodzi jednak w skład tego rejonu, stanowiąc miasto wydzielone okręgu autonomicznego.
Miasto leży nad niewielką rzeczką Kajukowskaja, 15 km. ob Obu i liczy 39.796 mieszkańców (2005 r.).
Nazwa miasta w języku chantyjskim – mowie rdzennych mieszkańców tej ziemi – Chantów, oznacza „wiewiórcze ziemie” (stąd w herbie miasta wizerunek wiewiórki).

## Historia
Miasto zostało założone w roku 1980 w związku z eksploatacją złóż ropy naftowej i gazu ziemnego, szybko rozwijało się wraz z rozwojem przemysłu naftowego w tym rejonie i już w 5 lat od postawienia pierwszych zabudowań, 15 października 1985 r. Łangiepas otrzymał prawa miejskie.

## Gospodarka
Gospodarka miasta jest ściśle związana z eksploatacją ropy naftowej i gazu ziemnego, istnieją także zaczątki innych gałęzi przemysłu, m.in. drzewnego.

## Ludzie
Deputowaną w mieście była Ludmiła Baranouska. W Łangiepasie urodził się hokeista Aleksandr Diergaczow.